# 江苏路街道 (青岛市)
江苏路街道是中华人民共和国山东省青岛市市南区下辖的一个街道。

## 行政区划
江苏路街道下辖江苏路社区、齐东路社区、龙江路社区、大学路社区。